# Дедза (дистрикт)
Де́дза (англ. Dedza) — дистрикт у складі Центрального регіону Малаві.
Адміністративний центр — селище Дедза.

## Населення
Населення — 830512 осіб (2018, 625828 у 2008, 486682 у 1998, 411787 у 1987, 298190 у 1977).
Національний склад:
- чева — 64,4 %
- нгоні — 20,6 %
- яо — 9,4 %
- ломве — 0,7 %
- манганджа — 0,3 %
- тумбука — 0,3 %
- сена — 0,2 %
- інші — 4,1 %

## Склад
Дистрикт складається з 9 адмінодиниць третього порядку:
| Громада, населений пункт   | Площа, км² | Населення, осіб (2018) | Центр |
| -------------------------- | ---------- | ---------------------- | ----- |
| Вищі традиційні громади    |            |                        |       |
| Традиційні громади         |            |                        |       |
| Каменья-Гваза              | 191,1      | 36839                  | -     |
| Касумбу                    | 584,6      | 110262                 | -     |
| Кафука                     | 617,1      | 168027                 | -     |
| Качере                     | 871,1      | 167652                 | -     |
| Качиндамото                | 689,7      | 131195                 | -     |
| Тамбала                    | 476,9      | 84103                  | -     |
| Чаума                      | 69,5       | 22646                  | -     |
| Чилікумвендо               | 234,6      | 78860                  | -     |
| Центральні населені пункти |            |                        |       |
| Дедза                      | 20,0       | 30928                  | -     |
| Природоохоронні території  |            |                        |       |